# Joannes Coenraad Jansen

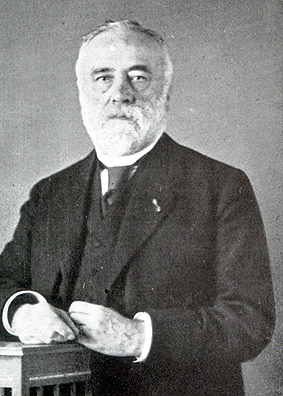
Joannes Coenraad Jansen (1913)

Joannes Coenraad Jansen (* 14. Dezember 1840 in Den Haag; † 24. März 1925 ebenda) war ein niederländischer Politiker der Liberale Unie, der unter anderem im Kabinett Van Tienhoven zwischen 1891 und 1894 Marineminister sowie 1894 kommissarischer Außenminister war. 1892 entstand ein Flottenplan, der den Neubau in der Marine systematischer machte als zuvor. Ferner gehörte Jansen 1894 innerhalb der Liberale Unie zu den Unterstützern der nach dem damaligen Innenminister Johannes Tak van Poortvliet Takkian benannten Wahlrechtsreform. Im Kabinett Pierson fungierte er 1897 erneut als Marineminister sowie 1897 auch noch als kommissarischer Kriegsminister. Er entwickelte dann Baupläne, die über die seines Vorgängers hinausgingen, trat aber nach fünf Monaten wegen Opposition in der Zweiten Kammer der Generalstaaten zurück. Er war ferner zwischen 1905 und 1918 selbst Mitglied der Zweiten Kammer der Generalstaaten sowie 1911 kommissarischer Bürgermeister von Den Haag.

## Leben

### Minister in den Kabinetten Van Tienhoven und Pierson
Joannes Coenraad Jansen, Sohn eines Referendars beim Rechnungshof (Algemene Rekenkamer), war Ingenieur bei der Königlichen Marine (Koninklijke Marine) und wurde als Mitglied der Liberale Unie im Kabinett Van Tienhoven am 21. August 1891 Marineminister (Minister van Marine) und behielt dieses Ministeramt bis zum 9. Mai 1894. Nach dem Rücktritt von Ministerpräsident Gijsbert van Tienhoven als Außenminister fungierte er vom 21. März bis 9. Mai 1894 auch als kommissarischer Außenminister (Minister van Buitenlandse Zaken ad interim). 1892 entstand ein Flottenplan, der den Neubau in der Marine systematischer machte als zuvor. Der von ihm vorgelegte Entwurf des Flottenplan führte zum Baubeginn der drei Kreuzer Hr.Ms. Korenaer, Hr.Ms. Evertsen und Hr.Ms. Piet Hein. Ferner gehörte er 1894 innerhalb der Liberale Unie zu den Unterstützern der nach dem damaligen Innenminister Johannes Tak van Poortvliet Takkian benannten Wahlrechtsreform.
Am 27. Juli 1897 übernahm Jansen im Kabinett Pierson erneut das Amt als Marineminister und bekleidete dieses bis zu seinem Rücktritt am 20. Dezember 1897.  Er entwickelte Baupläne, die über die seines Vorgängers hinausgingen, trat aber wegen Opposition in der Zweiten Kammer der Generalstaaten zurück, nachdem eine Änderung beschlossen worden war, um Mittel aus dem Haushalt für den Bau eines vierten Panzerkreuzers zu ziehen. Zugleich war er zwischen dem 27. Juli und dem 31. Juli 1897 auch noch kommissarischer Kriegsminister (minister van Oorlog ad interim).

### Mitglied der Zweiten Kammer und kommissarischer Bürgermeister von Den Haag

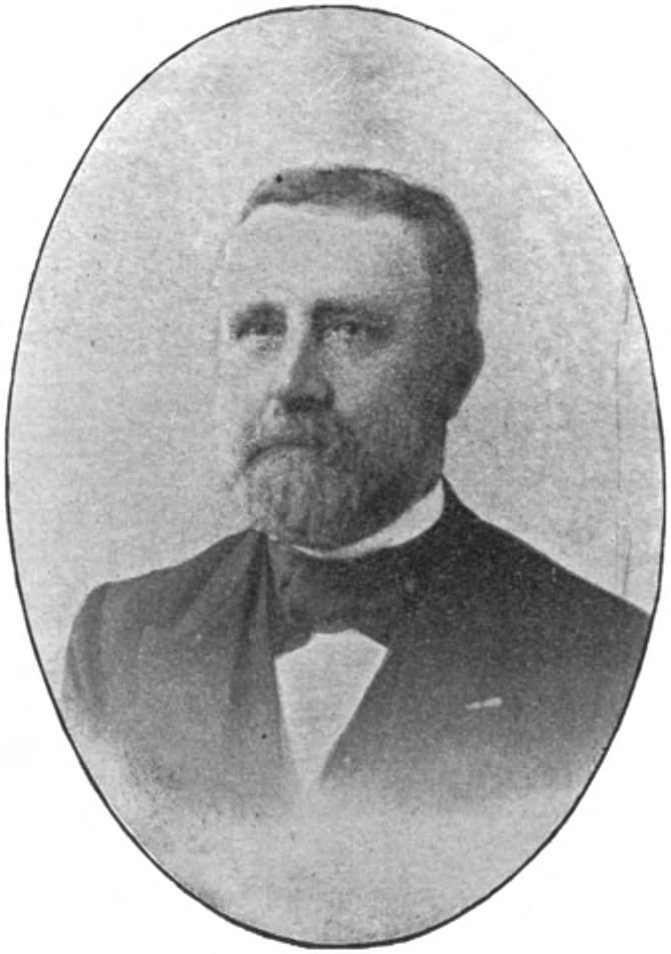
Joannes Coenraad Jansen (1905)

Joannes Coenraad Jansen wurde für die Liberale Unie am 19. September 1905 Mitglied der Zweiten Kammer der Generalstaaten, des Unterhauses des Parlaments (Generalstaaten), und vertrat in dieser bis zum 17. September 1918 den Wahlkreis Den Haag III. Bei der Parlamentswahl 1913 konnte er sich gegen den Kandidaten der Römisch-Katholischen Partei Johannes Georgius Suring sowie bei der Parlamentswahl 1917 gegen Jan Olphert de Jong van Beek en Donk vom Comité anti-grondwetsherziening und Louis de Visser von der Sociaal-Democratische Arbeiderspartij durchsetzen. Er sprach bei Debatten in Kammer fast ausschließlich über Marineangelegenheiten, gelegentlich aber auch über Angelegenheiten seines Wahlkreises. Während seiner Parlamentszugehörigkeit war er zwischen Juli und November 1917 sowie erneut von April bis Juli 1918 Mitglied des Hauptausschusses der Zweiten Kammer. Bei der Parlamentswahl 1918 kandidierte er nicht erneut.
Während dieser Zeit engagierte er sich auch in der Kommunalpolitik und wurde am 29. Juni 1908 Beigeordneter (Wethouder) von Den Haag und war als solcher bis zum 4. September 1917 für Betriebe und Unternehmen zuständig.
Nachdem der bisherige Amtsinhaber Emile Claude Sweerts de Landas Wyborgh zum Kommissar der Königin in der Provinz Zuid-Holland ernannt worden war, bekleidete er vom 1. Mai 1911 bis zum Amtsantritt von Herman Adriaan van Karnebeek am 1. August 1911 auch das Amt als kommissarischer Bürgermeister von Den Haag (waarnemend Burgemeester van ’s-Gravenhage). Er engagierte sich als Vorsitzender der Polikliniken in Den Haag sowie als Vorsitzender des Den Haager Komitees für Volksfeste.